# Tripteroides subnudipennis
Tripteroides subnudipennis är en tvåvingeart som först beskrevs av Edwards 1927.  Tripteroides subnudipennis ingår i släktet Tripteroides och familjen stickmyggor. Inga underarter finns listade i Catalogue of Life.